# Eleonora Vild
Eleonora Vild  (nacida el 9 de junio de 1969 en Bačka Topola, Yugoslavia) es una exjugadora de baloncesto serbia. Consiguió 3 medallas en competiciones oficiales con Yugoslavia.